# مانوئل مانچینی (بازیکن فوتبال)
مانوئل مانچینی (انگلیسی: Manuel Mancini؛ زادهٔ ۲۶ اوت ۱۹۸۳) بازیکن فوتبال اهل ایتالیا است.
از باشگاه‌هایی که در آن بازی کرده‌است می‌توان به باشگاه فوتبال هلاس ورونا، باشگاه ورزشی لاتزیو، باشگاه فوتبال مسینا، باشگاه فوتبال سالرنیتانا، و باشگاه فوتبال روبور سیه‌نا اشاره کرد.